# 黃雲煥
黃雲煥（1911年1月23日—1993年6月26日），字元章，號午戈。原籍广西省扶南縣砥柱鄉那隆村人，遷居廣西傜山，遂屬桂平縣。民國37年（1948年）在廣西邊疆地區民族當選第一屆立法委員

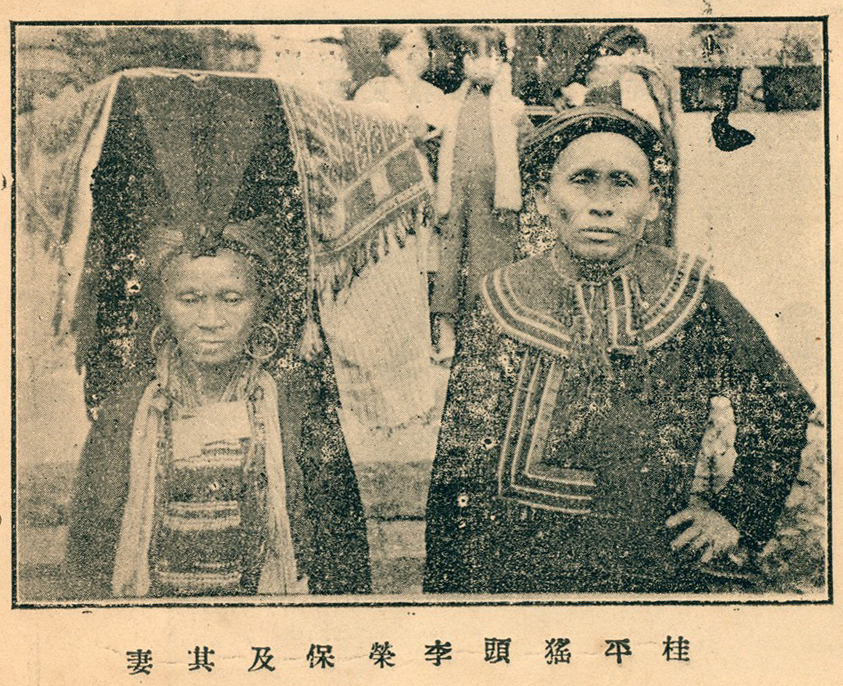
黃雲煥之岳父岳母

## 生平[2][3]
- 1927年毕业于南京中央軍校第七期
- 中國國民黨黨務學校畢業
- 中央陸軍軍官學校畢業
- 中國國民黨廣西傜山特派員
- 中國國民黨廣西象縣黨部書記長
- 廣西潯州區民團指揮部政治部主任
- 1993年6月26日，病逝于台湾。